# Poospiza
Poospiza là một chi chim trong họ Thraupidae.